# 마쓰모토 유마
마쓰모토 유마(일본어: 松本 雄真, 1999년 11월 14일~)는 일본의 축구 선수이다.

## 구단 경력
그는 2020년 J3리그의 카탈레 도야마에 입단했다. 2023년 FC 이마바리로 이적했다. 2024년 7월 테게바자로 미야자키로 이적했다.